# مارغريت صوفي النمساوية
الأرشيدوقة مارجريت صوفي من النمسا (بالألمانية: Margarete Sophie von Österreich)‏ هي أرشيدوقة نمساوية ولدت في عام 1870 في فيينا، وتوفيت في عام 1902 في غموندن عن عمر يناهز 32 عاما، وهي إحدى أعضاء أسرة هابسبورغ وتعتبر أرشيدوقة النمسا سابقا.